# NK Poljičanin Tugare
Nogometni klub Poljičanin Tugare  (NK Poljičanin; Poljičanin; Poljičanin Tugare) je bio nogometni klub iz Tugara, grad Omiš, Splitsko-dalmatinska županija.

## O klubu
Klub je osnovan 1932. godine oslanjajući se na tradiciju klubova "ŠK Poljičanin" iz Srinjina i "Tomislava", koji nisu bili registrirani. Za klub su nastupali igrači iz Tugara i Srinjina, kao i drugih poljičkih mjesta, te je igrao prijateljske utajkmice i nije bio službeno registriran. Zbog početka Drugog svjetskog rata, 1941. godine klub se raspušta. Obnovljen je 1946. godine. Klub postaje registriran pri Splitskom nogometnom podsavezu 1952. godine i tako djeluje do 1956. godine, kada se opet gasi. U međuvremenu je, 1961. godine, u Srinjinama obnovljen rad nogometnog kluba pod nazivom "Jedinstvo". Do obnove Poljičanina dolazi 1976. godine, te djeluje do 1980. godine. 
 "Jedinstvo" mijenja ime u "Poljičanin" 1990. godine, nakon demokratskih promjena.

## Pregled po sezonama
| sezona        | rang lige                            | liga                                       | poz.                                 | klubova u ligi                       | ut                                   | pob                                  | ner                                  | por                                  | gol+                                 | gol-                                 | bod                                  | napomene                             | izvori                               |
| ------------- | ------------------------------------ | ------------------------------------------ | ------------------------------------ | ------------------------------------ | ------------------------------------ | ------------------------------------ | ------------------------------------ | ------------------------------------ | ------------------------------------ | ------------------------------------ | ------------------------------------ | ------------------------------------ | ------------------------------------ |
| 1952.         | III.                                 | Grupno prvenstvo Splitskog NP - III. grupa | 5.                                   | 5                                    | 8                                    | 0                                    | 0                                    | 8                                    | 6                                    | 36                                   | 0                                    |                                      |                                      |
| 1952./53.     |                                      |                                            |                                      |                                      |                                      |                                      |                                      |                                      |                                      |                                      |                                      |                                      |                                      |
| 1953./54.     |                                      |                                            |                                      |                                      |                                      |                                      |                                      |                                      |                                      |                                      |                                      |                                      |                                      |
| 1954./55.     |                                      |                                            |                                      |                                      |                                      |                                      |                                      |                                      |                                      |                                      |                                      |                                      |                                      |
| 1955./56.     | IV.                                  | Grupno prvenstvo Splitskog NP - VI. grupa  | 8.                                   | 8                                    | 14                                   | 2                                    | 0                                    | 12                                   | 17                                   | 53                                   | 4                                    |                                      |                                      |
| 1956. – 1977. | nisu djelovali ili se nisu natjecali | nisu djelovali ili se nisu natjecali       | nisu djelovali ili se nisu natjecali | nisu djelovali ili se nisu natjecali | nisu djelovali ili se nisu natjecali | nisu djelovali ili se nisu natjecali | nisu djelovali ili se nisu natjecali | nisu djelovali ili se nisu natjecali | nisu djelovali ili se nisu natjecali | nisu djelovali ili se nisu natjecali | nisu djelovali ili se nisu natjecali | nisu djelovali ili se nisu natjecali | nisu djelovali ili se nisu natjecali |
| 1977./78.     | VI.                                  | Prvenstvo NSO Split                        | 12.                                  | 13                                   | 24                                   | 3                                    | 3                                    | 18                                   | 32                                   | 79                                   | 7 (-2)                               |                                      |                                      |
| 1978./79.     | VI.                                  | Prvenstvo NSO Split                        | 11.                                  | 12                                   | 21                                   | 1                                    | 1                                    | 18                                   | 8                                    | 61                                   | 3                                    |                                      |                                      |